# (21087) Petsimpallas
(21087) Petsimpallas est un astéroïde de la ceinture principale.

## Description
(21087) Petsimpallas est un astéroïde de la ceinture principale. Il fut découvert le 30 janvier 1992 à La Silla par Eric Walter Elst. Il présente une orbite caractérisée par un demi-grand axe de 2,68 UA, une excentricité de 0,19 et une inclinaison de 11,2° par rapport à l'écliptique.
Il est nommé d'après Peter Simon Pallas.

## Compléments